# Trouley-Labarthe
Trouley-Labarthe település Franciaországban, Hautes-Pyrénées megyében. Lakosainak száma 107 fő (2022. január 1.). Trouley-Labarthe Bouilh-Devant, Antin, Chelle-Debat, Laméac és Osmets községekkel határos.

## Népesség
A település népessége az elmúlt években az alábbi módon változott:
| Lakosok száma | 101  | 98   | 97   | 99   | 102  | 104  | 105  | 106  | 107  |
|               | 2013 | 2015 | 2016 | 2017 | 2018 | 2019 | 2020 | 2021 | 2022 |